# Nadleśnictwo Żednia
Nadleśnictwo Żednia – jednostka organizacyjna Lasów Państwowych podległa Regionalnej Dyrekcji Lasów Państwowych w Białymstoku. Siedziba nadleśnictwa znajduje się w Żednii w powiecie białostockim, w województwie podlaskim.
Nadleśnictwo obejmuje część powiatów białostockiego (gminy Michałowo, Gródek i Zabłudów) i hajnowskiego (gmina Narew).

## Historia
Nadleśnictwa Żednia i Hieronimowo powstały w 1944 i objęły znacjonalizowane przez komunistów lasy prywatne. W 1950 ponadto utworzono Nadleśnictwo Zajma. W 1972 nadleśnictwa Hieronimowo i Zajma włączono do nadleśnictwa Żednia. W 1997 przeprowadzano nowy podział nadleśnictwa na obręby - w miejsce trzech obrębów odpowiadających trzem dawnym nadleśnictwom, wprowadzono dwa obręby: Żednia i Michałowo.

## Ochrona przyrody
Na terenie nadleśnictwa znajdują się dwa rezerwaty przyrody:
- Gorbacz
- Las Cieliczański

## Drzewostany
Typy siedliskowe lasów nadleśnictwa (z ich udziałem procentowym):
- bór mieszany świeży 48%
- las mieszany świeży 20%
- bór świeży 13%
- las mieszany wilgotny 4%
- ols 4%
- inne 11%

Gatunki lasotwórcze lasów nadleśnictwa (z ich udziałem procentowym):
- sosna 73,51%
- świerk 10,60%
- brzoza 7,71%
- olsza 6,37%

Żaden inny gatunek nie przekracza 1% powierzchni lasów nadleśnictwa.